# 국부기념가
국부기념가(國父紀念歌)는 중화민국의 국부 쑨원을 기념하여 중화민국 고시원장 대전현이 작사하고 려금휘가 작곡한 곡이다. 원명은 《총리기념가》(總理紀念歌)로, 민국 36년 헌법시행 후 《국부기념가》로 바뀌었다. 가사는 3절로 나뉘어 있으며 1절은 국부의 혁명사적을, 2절은 국부의 사상을 기술하며, 3절은 혁명의 계속을 호소하고 있다.

## 가사
1
我們國父 首創革命 革命血如花
推翻了專制 建設了共和 產生了民主中華
民國新成 國事如麻 國父詳加計畫 重新改革中華（다른 판본에는「重新改造中華」）
2
三民主義 五權憲法 真理細推求
一世的辛勞 半生的奔走 為國家犧牲奮鬥
國父精神 永垂不朽 如同青天白日 千秋萬世長留
3
民生凋敝（다른 판본에는「神州鼎沸」） 國步艱難 禍患猶未已
莫散了團體 休灰了志氣 大家要互相勉勵
國父遺言 不要忘記 革命尚未成功 同志仍須努力

한국어역

1
우리 국부 혁명을 시작하였으니 혁명의 피는 꽃과 같도다
전제를 뒤집어 엎고 공화를 건설하여 민주중화를 내었도다
민국이 새로 나 국사는 번망하나 국부는 새로이 중화의 개혁을 계획하였도다
2
삼민주의 오권헌법 추구할 진리
일세의 수고 반생의 분주는 국가를 위한 희생과 분투라
국부의 정신 길이 불후함이 청천백일과 같으니 천추만세에 남으리라
3
민생은 피폐하고 나라의 앞길이 어려우니 환난은 아직 그치지 않음이라
모임을 흩지 말고 뜻을 버리지 말고 너희는 서로 격려하라
국부의 유언 잊지 않으리 "혁명은 아직 성공치 못하였으니 동지들은 노력하라"

１、２절 가사에는, 영화『국부전（國父傳）』에 삽입된 또다른 판본도 있다.
| 원문 | 한국어역 |
| 躍馬中原 收復河山 革命血如花 推翻了專制 建設了共和 產生了民主中華 大局紛爭 國事如麻 英雄奮勇搏殺 神州重放光華 辛亥雙十 滿清震慄 各地皆起義 十八省光復 全中國勝利 大家要同舟共濟 列強似虎 軍閥如狼 革命尚未成功 同志仍需努力 | 중원에 말을 달려, 산하를 회복하니 혁명의 피는 꽃과 같도다 전제를 뒤집고 공화를 건설하여 민주중화를 만들어 내었도다 전국에 싸움이 있고 국사는 어지러우나 영웅은 일어나 싸우네 신성한 땅 다시금 빛을 발하리 신해쌍십 만청은 두려워 떠네 전국각지 봉기하니 열 여덟 성이 회복하고 전 중국은 승리하였도다 너희는 뜻을 모으라 열강은 범 같고 군벌은 늑대 같음이라 혁명은 아직 성공치 못하였으니 동지들은 노력하라 |